# Phókosz Szamiosz
Phókosz Szamiosz („szamoszi Phókosz”, latinosan Phocus Samius, Szamosz, Kr. e. 6. század – Athén?, ?) görög író.

## Élete
Neve tengerészek számára írt gyakorlati csillagászati kézikönyve, a Nautiké asztrologia miatt ismert. A hexameterekben íródott, csak töredékekben fennmaradt mű szerzősége ugyanakkor nem egyértelmű, más források a filozófus Thalésznek tulajdonítják.